# 瓦尔内维尔
瓦尔内维尔（法語：Varnéville，法語發音：[vaʁnevil]）是法国默兹省的一个市镇，位于该省东部略偏南，属于科梅尔西区。

## 地理
瓦尔内维尔（48°52'18"N, 5°39'19"E）面积6.44 平方千米，位于法国大東部大區默兹省，该省份为法国西北部内陆省份，北与比利时接壤，西接马恩省和阿登省，南至上马恩省和孚日省，东临默尔特-摩泽尔省。
与瓦尔内维尔接壤的市镇（或旧市镇、城区）包括：阿普勒蒙拉福雷、比克西耶尔-苏莱科特、卢蒙、圣米耶勒。

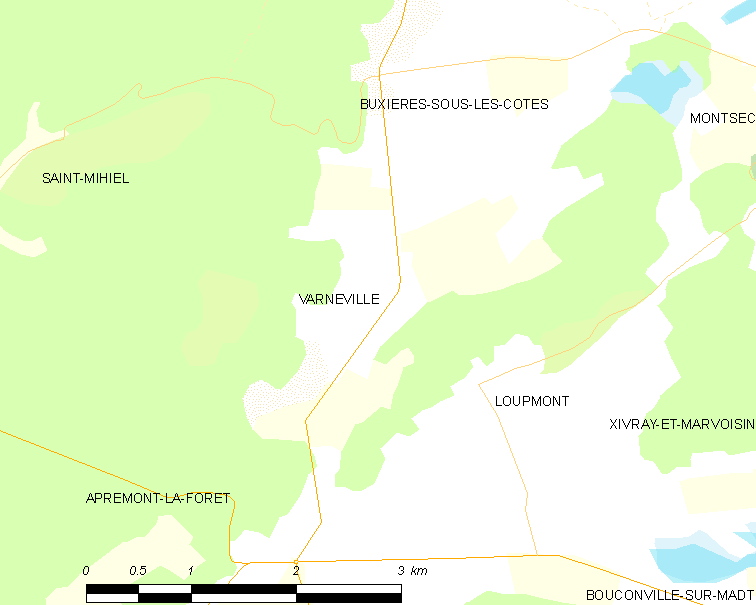
瓦尔内维尔的OSM定位图

瓦尔内维尔的时区为UTC+01:00、UTC+02:00（夏令时）。

## 行政
瓦尔内维尔的邮政编码为55300，INSEE市镇编码为55528。

## 政治
瓦尔内维尔所属的省级选区为圣米耶勒县。

## 人口

1962-2008年间瓦尔内维尔人口变化图示

瓦尔内维尔于2022年1月1日时的人口数量为49人。